# وادي تال (مصر)
قرية وادي تال هي إحدى القرى التابعة لمركز أبو زنيمة في محافظة جنوب سيناء في جمهورية مصر العربية. حسب إحصاءات سنة 2018، بلغ إجمالي السكان في وادي تال 757 نسمة، منهم 368 رجل و 389 إمرأة.هي القرية الوحيدة في محافظة جنوب سيناء ذات الأغلبية النسائية.